# Liste von Alleen im Rheinisch-Bergischen Kreis
In der Liste von Alleen im Rheinisch-Bergischen Kreis sind geschützte Alleen nach § 41 LNatSchG NRW im  Rheinisch-Bergischen Kreis aufgeführt, die einen Eintrag im Alleenkataster des Landes NRW haben.
| Bild           | Kennung    | Bezeichnung und Lage                                                                     | Gemeinde          | Länge     |
| -------------- | ---------- | ---------------------------------------------------------------------------------------- | ----------------- | --------- |
|                | AL-GL-0003 | Lindenallee an der Schlehbuscher Straße (L 288)                                          | Bergisch Gladbach | 383,060 m |
|                | AL-GL-6013 | Allee südöstlich Oberselbach an der L 329                                                | Bergisch Gladbach | 439,430 m |
|                | AL-GL-6017 | Lindenallee an der K 32 bei Offermannsheide                                              | Kürten            | 103,350 m |
|                | AL-GL-7004 | Allee an der Bensberger Straße (L 289)                                                   | Bergisch Gladbach | 229,770 m |
|                | AL-GL-6001 | Birnbaumallee Hofzufahrt Spiegelhof                                                      | Burscheid         | 57,220 m  |
|                | AL-GL-6012 | Lindenallee an der L 161 zwischen Kürten und Esbach                                      | Kürten            | 450,210 m |
| weitere Bilder | AL-GL-6008 | Lindenallee an der Königsspitzer Straße bei Kotzberg                                     | Kürten            | 168,500 m |
|                | AL-GL-7005 | Allee an der Bechener Straße (L 289)                                                     | Kürten            | 115,900 m |
|                | AL-GL-0002 | Kirschallee südlich Roderhof                                                             | Leichlingen       | 351,880 m |
|                | AL-GL-0013 | Allee an der Neukirchener Straße                                                         | Leichlingen       | 190 m     |
|                | AL-GL-0004 | Lindenallee an der Alten Mucher Straße                                                   | Overath           | 203,220 m |
|                | AL-GL-0011 | Lindenallee an der Carl-Mosterts-Straße (Altenberger Dom)                                | Odenthal          | 154,780 m |
|                | AL-GL-6009 | Platanenallee nördlich Odenthal                                                          | Odenthal          | 261,390 m |
|                | AL-GL-6010 | Allee zum Gut Steinhaus südöstlich Klasmühle                                             | Odenthal          | 171,260 m |
|                | AL-GL-6014 | Rosskastanienallee nördlich Strauweiler                                                  | Odenthal          | 199,810 m |
|                | AL-GL-6015 | Rosskastanienallee zwischen Menrath und Strauweiler                                      | Odenthal          | 187,810 m |
|                | AL-GL-0001 | Allee aus Schwedischer Mehlbeere an der K 23 bei Stöcken                                 | Rösrath           | 541,200 m |
|                | AL-GL-7001 | Allee an der Sülztalstraße (L 288)                                                       | Rösrath           | 660,350 m |
|                | AL-GL-0002 | Berg-Ahorn- und Vogel-Kirschenallee an der L 101 im Bereich Luchtenberg (Wermelskirchen) | Wermelskirchen    | 223,090 m |
|                | AL-GL-0005 | Spitz-Ahornallee an der L 101 bei Sonne/Kreckersweg                                      | Wermelskirchen    | 139,790 m |
|                | AL-GL-6004 | Spitz-Ahornallee an der L 101 bei Sonne                                                  | Wermelskirchen    | 453,210 m |
|                | AL-GL-6005 | Spitz-Ahornallee an der K 16 zwischen Grunewald und Stumpf                               | Wermelskirchen    | 191,040 m |
|                | AL-GL-6006 | Allee östlich Grunewald bis Kleinklev                                                    | Wermelskirchen    | 539,610 m |